# Господар звери
Господар звери (енгл. The Beastmaster) је амерички фантазијски пустоловни филм у поджанру мач и магија режисера Дона Коскарелија из 1982. године, по његовом сценарију, као и Пола Пепермана. Филм је настао према роману Андрее Нортон „Господар звери”, и говори о човеку који може да разговара са животињама, и који се бори против злог чаробњака и његове војске.

## Радња
Радња филма се одвија у бајковитом краљевству Арок.
... Злом и моћном Маексу, првосвештенику бога Ара, проречено је да ће умрети од руке нерођеног Зедовог сина, краља Арока. Да би избегао своју судбину, он шаље једну од своје три вештице прорицатељице у краљеву палату; она убија краљицу и узима њено нерођено дете. Међутим, у тренутку када се вештица спрема да убије бебу, сељак који се затекао у близини, чувши дечји плач, спасава беспомоћну бебу. Након што је убио вештицу, одводи нађено дете у родно село Емур, даје му име Дар и одгаја га као сопственог сина. Једини подсетник на оно што се догодило је обележје чудног изгледа, којом је вештица успела да обележи длан детета.
Не знајући своје порекло, Дар живи као обичан сеоски дечак, разликује се од својих вршњака само по посебном таленту - способности да ментално разговара са животињама. Али када постане пунолетан, дешава се трагичан догађај који је из корена променио цео његов живот: окрутни номадски Јанси нападају Емур, спаљују га до темеља и истребе све његове становнике, укључујући и Даровог усвојитеља. Дар који је неким чудом преживео напушта пепео како би пронашао Јансове и осветио им се за смрт његових најмилијих. На путу га прате пријатељи - орао Ширак, творови Кодо и Подо и лав Ру.
Током својих лутања, Дар упознаје црвенокосу лепотицу, храмовну робињу Кири, и заљубљује се у њу, али убрзо морају да се растану. Пратећи њене стопе, Дар долази у Арок. Маекс је сада главни овде; збацио је краља Зеда, ослепио га и затворио, а сам влада градом. Он тера становнике да своју децу жртвују богу Ару, претећи да ће послати хорду Јанса у град због непослушности. Уз помоћ орла, Дар спасава девојчицу осуђену на смрт и враћа је родитељима. И убрзо након тога проналази нове другове - моћног ратника Сета и дечака Тала. Заједно ослобађају Кирија из ропства. Затим, заједно са Киријем и Талом, Дар се ушуња у Аров храм да спасе Таловог оца, краља Зеда, затвореног у тамници храма. Храм чувају Стражари смрти - неустрашиви и немилосрдни зомбији, али смели излет је крунисан успехом: пријатељи успевају да извуку краља из тамнице и изађу из града уз асистенцију Сакоа, оца девојчице спасио орао.
Ослобођени Зед позива своје присталице, које је Сет окупио, да одмах нападну Арока и презриво отера Дара, који се противи овом самоубилачком потезу.
Следећег дана, Сако доноси Дару лоше вести - напад је одбијен, а сви његови пријатељи (и сам краљ Зед) су заробљени и биће жртвовани Аруу. Заједно са својим животињама, Дар жури у помоћ. Пробија се до врха храмске пирамиде и отима своју вољену из руку свештеника. Инспирисани његовим примером, мештани јуришају на пирамиду, растерујући свештенике и стражаре. Међутим, Маекс је успео да убије Зеда, а сада млади Тал постаје краљ.
Али испоставило се да је весеље грађана кратког века – стигле су вести о приближавању Јанске хорде. Дар и његови пријатељи организују одбрану Арока. Током жестоке битке у близини градских зидина, Дар у двобоју убија вођу Јанса. Крилати, моћно и мистериозно племе слепих мишева које је Дар срео на путу за Арок, помажу им да коначно победе хорду.
Након што је победио Јанами, Дар напушта Арок. Када се опрашта од Сета, види жиг на свом длану и открива Дару тајну свог порекла. Али Господар звери се одриче свог права на престо у корист свог млађег брата, преферирајући слободу него моћ. Кири такође напушта Арок, тако да се више не може одвојити од свог вољеног.